# Stiftung barrierefrei kommunizieren!
Die Stiftung barrierefrei kommunizieren! ist eine 2005 errichtete deutsche Stiftung bürgerlichen Rechts mit gemeinnützigen Zielen mit Sitz in Berlin.
Sie sieht das Thema Barrierefreiheit als gesamtgesellschaftliches Anliegen und hat es sich zum Ziel gesetzt, Inklusion in Arbeit, Bildung und Gesellschaft zu fördern. Sie möchte die notwendigen Bedingungen schaffen, um Menschen mit Behinderungen chancengleich an der Kommunikations- und Wissensgesellschaft teilhaben zu lassen.

## Hintergrund
Mit der Nutzung moderner Informations- und Kommunikationstechnologien zum Ausgleich behinderungsbedingter (Kommunikations-)Einschränkungen befasst sich das Thema Barrierefreie Kommunikation. Beispiele hierfür sind die Umsetzung von Barrierefreiheit in Internet und Intranet. Einen weiteren Bereich stellt der Einsatz von unterstützenden Computertechnologien dar: Hierzu zählen Technologien wie Augensteuerung und Mundmaus, die bei körperlichen Einschränkungen die Bedienung des Computers ermöglichen. Auch Technologien zur Informationsausgabe, wie beispielsweise Screenreader und Braillezeile für Menschen mit Sehbehinderung gehören dazu.
Außerdem gehören Technologien für die Unterstützte Kommunikation dazu, da durch den Einsatz von Sprachcomputern und anderen elektronischen Kommunikationshilfen die Kommunikation in manchen Fällen erst möglich wird.
Barrierefreie Kommunikation ist ein Thema von hoher gesellschaftlicher Relevanz. Dies verdeutlichen unter anderem auch politische Entwicklungen wie die UN-Behindertenrechtskonvention, zu deren Umsetzung sich Deutschland 2009 verpflichtet hat. Um die Einhaltung dessen zu gewährleisten, verabschiedete die Bundesregierung 2011 einen Nationalen Aktionsplan (NAP).
Auch die Barrierefreie Informationstechnik-Verordnung 2.0 von 2011 verdeutlicht die Relevanz des Themas.

## Die Stiftung
Die Stiftung wurde 2005 von der Technischen Jugendfreizeit- und Bildungsgesellschaft (tjfbg) gGmbH (ehemals Technischer Jugendfreizeit- und Bildungsverein (tjfbv) e. V.) sowie der Cisco Systems GmbH, der IBM Deutschland GmbH, Siemens AG errichtet. Sie finanziert sich über Stiftungen, Fördermittel der öffentlichen Hand, Sachspenden und Sponsorengeldern aus der Privatwirtschaft sowie Eigeneinnahmen. Sie entstand aus der Idee, die Gedanken der barrierefreien und chancengleichen Kommunikation in die gesellschaftliche Diskussion zu bringen und dort nachhaltig zu verankern.
Als Organe der Stiftung barrierefrei kommunizieren! fungieren der Stiftungsrat sowie der Stiftungsvorstand. Weiterhin wird die Stiftung durch ihre Gründungspartner unterstützt.

### Auszeichnung
2007 wurde das Projekt barrierefrei kommunizieren! durch die Initiative Deutschland – Land der Ideen unter der Schirmherrschaft des Bundespräsidenten ausgezeichnet.

### Ziele
Die Stiftung hat es sich zur Aufgabe gemacht, Barrieren bei der Nutzung von Informations- und Kommunikationstechnologien zu überwinden, Menschen mit Behinderungen zu unterstützen und ihnen somit eine gleichberechtigte Teilhabe an der Informationsgesellschaft zu ermöglichen. Dementsprechend sollen sowohl Chancen (z. B. erweiterte Bildungschancen, Erleichterung bei der Alltagsbewältigung) als auch Risiken (z. B. neue Barrieren durch neue technische Entwicklungen, Selbstverständlichkeit hoher Medien- & Informationsverarbeitungskompetenz) für Menschen mit Behinderung als Querschnittsaufgabe innerhalb der Gesellschaft aufgezeigt werden. Sie möchte entsprechende Handlungsstrategien umsetzen und öffentliches, wirtschaftliches und zivilgesellschaftliches Engagement bündeln. Damit soll der Inklusionsgedanke in das Bewusstsein der Bevölkerung gebracht und dort als selbstverständlich verankert werden.
In der Stiftungssatzung, Fassung vom 1. Juli 2005, wurde dies folgendermaßen festgehalten:

„Zweck unserer Stiftung ist die Förderung von barrierefreier Kommunikation für behinderte oder von Behinderung bedrohter Menschen, deren Behinderung altersbedingt, angeboren, durch Unfall oder Krankheit begründet ist. Barrierefreie Kommunikation im Sinne unserer Satzung ist die selbst bestimmte und chancengleiche Teilhabe von behinderten Menschen bei der Nutzung von Computern, Internet sowie deren Anwendungen. Dies schließt sämtliche Informations- und Kommunikationstechniken und  -technologien mit ein.“

### Handlungsfelder
Zur Umsetzung der Ziele hat die Stiftung einen praxisorientierten Ansatz gewählt und folgende Handlungsfelder definiert:
- Ein wichtiges Feld ist das Testen unterschiedlicher Technologien auf ihr Potenzial, Menschen mit Behinderung in ihrer Kommunikation zu unterstützen. Hierzu steht ein enger Austausch mit Technik- und Medienexperten, Programmierern und Pädagogen sowie Betroffenen im Vordergrund.[10]
- Mithilfe dieses Wissens werden Betroffene beraten. Um einen Überblick über vorhandene Technik zu bieten, existieren außerdem Broschüren, Nachschlagewerke und Datenbanken.[11] Außerdem werden Weiterbildungen und Workshops durchgeführt, um beispielsweise Pädagogen oder Arbeitgeber über barrierefreie Kommunikation aufzuklären.
- Um letztlich die Gesellschaft für das Thema zu sensibilisieren, ist die Kommunikation mit der Öffentlichkeit ein weiteres Handlungsfeld. Hierzu gehört vor allem der Dialog mit öffentlichen und staatlichen Institutionen, Unternehmen in Wirtschaft und Dienstleistung, Vereinen und Verbänden, Parteien und Nichtregierungsorganisationen sowie betroffenen Bürgern und ihren Angehörigen.[12]
- Zur Förderung des Verständnisses in der Gesellschaft, wurde ein Erlebnisparcours[13] eingerichtet, bei welchem verschiedene unterstützende Technologien spielerisch ausprobiert werden können. Auf diese Weise sollen Berührungsängste gegenüber den Themen „Behinderung“ und „Technik“ abgebaut werden. Dieser ist in großen Teilen mobil und wird regelmäßig an anderen Institutionen wie beispielsweise Hochschulen ausgestellt.[14]
- Außerdem ist die Stiftung regelmäßig auf Veranstaltungen wie beispielsweise der Berliner Stiftungswoche, um ihr Anliegen zu präsentieren.[15]